# Oxira hypographa
Oxira hypographa är en fjärilsart som beskrevs av Charles Boursin 1954. Oxira hypographa ingår i släktet Oxira och familjen nattflyn. Inga underarter finns listade i Catalogue of Life.